# Sălsig
Sălsig (Szélszeg en hongrois) est une commune roumaine du județ de Maramureș, dans la région historique de Transylvanie et dans la région de développement du Nord-Ouest.

## Géographie
La commune de Sălsig est située dans le sud-ouest du județ, dans la vallée de la Someș, à 36 km au sud-ouest de Baia Mare, la préfecture du județ.
Jusqu'en 2004, la commune comptait deux villages mais le village de Gârdani a repris son autonomie à cette date et Sălsig est donc maintenant le seul village de la commune.

## Histoire
La première mention écrite du village date de 1387.
La commune a fait partie du Comitat de Szatmár dans le Royaume de Hongrie jusqu'en 1920, au Traité de Trianon où elle est attribuée à la Roumanie avec toute la Transylvanie.

## Religions
En 202, avant les modifications du territoire communal, Sălsig comptait 82,3 % d'Orthodoxes et 11,3 % de Pentecôtistes.

## Démographie
En 1910, la commune comptait 2 164 Roumains (91,6 % de la population) et 187 Hongrois (7,9 %).
En 1930, les autorités recensaient 2 251 Roumains (93,4 %), 39 Hongrois (1,6 %), 38 Tsiganes (1,6 %) ainsi qu'une communauté juive de 77 personnes (3,2 %) qui fut exterminée par les Nazis durant la Seconde Guerre mondiale.
En 2002, la commune comptait 3 025 Roumains (95,2 %) et 136 Tsiganes (4,3 %).
Si l'on ne prend en compte que le seul village de Sălsig, les proportions sont de 91,2 % de population roumaine et 8,4 % de population tsigane.
| 1880  | 1900  | 1910  | 1930  | 1956  | 1977  | 1992  | 2002  | 2007  |
| ----- | ----- | ----- | ----- | ----- | ----- | ----- | ----- | ----- |
| 1 878 | 2 146 | 2 352 | 2 409 | 3 021 | 3 531 | 3 202 | 3 176 | 1 518 |